# Hogesnelheidslijn Fretin - Fréthun
De spoorlijn Fretin - Fréthun, deel van de LGV Nord is een Ligne à Grande Vitesse tussen Lille (aansluiting Fretin) en het noorden van Frankrijk richting het Verenigd Koninkrijk via de Kanaaltunnel. De hogesnelheidslijn heeft een lengte van ruim 112 km en heeft als lijnnummer RFN 216 000.

## Geschiedenis
De LGV Nord is geopend in 1993. Het aansluitende gedeelte naar de Kanaaltunnel werd geopend op 6 mei 1994. Bij het in dienst stellen van de LGV Nord is een flinke tariefverhoging op de LGV-trajecten toegepast, samen met het invoeren van nieuwe verkoopsoftware (Socrates) afkomstig van het Sabre-reserveringssysteem uit de luchtvaart. Die methode bleek weinig succesvol. De reizigersaantallen bleven achter bij de verwachtingen. SNCF voerde daarop een prijsverlaging door.

### Aansluiting HSL 1
Sinds 1996 is er ook een aansluiting met de Belgische HSL 1 naar Brussel. De aansluiting naar België is gebouwd in de vorm van een driehoek, waarbij vanuit elke richting naar de beide andere richtingen kan worden afgebogen. De doorgaande verbinding is Brussel - Parijs. Deze kan met de maximumsnelheid worden bereden. De andere twee aftakkingen (Parijs - Rijsel en Brussel - Rijsel) kennen een snelheidsbeperking van 220 km/h.

### Stations
Aan de LGV Nord liggen twee stations:
- Station Lille-Europe bevindt zich in het centrum van Rijsel, nabij het zakendistrict Euralille. Op het station stopt ook de Eurostar naar Londen. Het hoofdstation van de stad, station Lille-Flandres, ligt op circa 400 meter van het TGV-station. Overstappende reizigers kunnen de afstand lopen - de looptijd bedraagt ongeveer vijf minuten[bron?] - of de metro nemen.
- Station Calais-Fréthun ligt in het dorp Fréthun, op zeven kilometer van Calais. Een shuttlebus verbindt het station met station Calais-Ville, in aansluiting op de vertrektijden van de belangrijkste treinen op het TGV-station. Het station is bedoeld als opstappunt voor de Eurostar, en is de laatste halte voor de Kanaaltunnel. Ook is het station een belangrijke halte voor de TER GV, een regionale hogesnelheidsdienst binnen het netwerk van TER Nord-Pas-de-Calais. Door de kortere reistijd van de TER GV richting Rijsel (30 minuten, tegen anderhalf uur per reguliere TER-trein) is de TER GV-dienst populair, wat zich bijvoorbeeld uit in volle parkeerplaatsen op het station.[bron?]

## Treindiensten
De volgende treinen maken gebruik van de spoorlijn:

### Eurostar

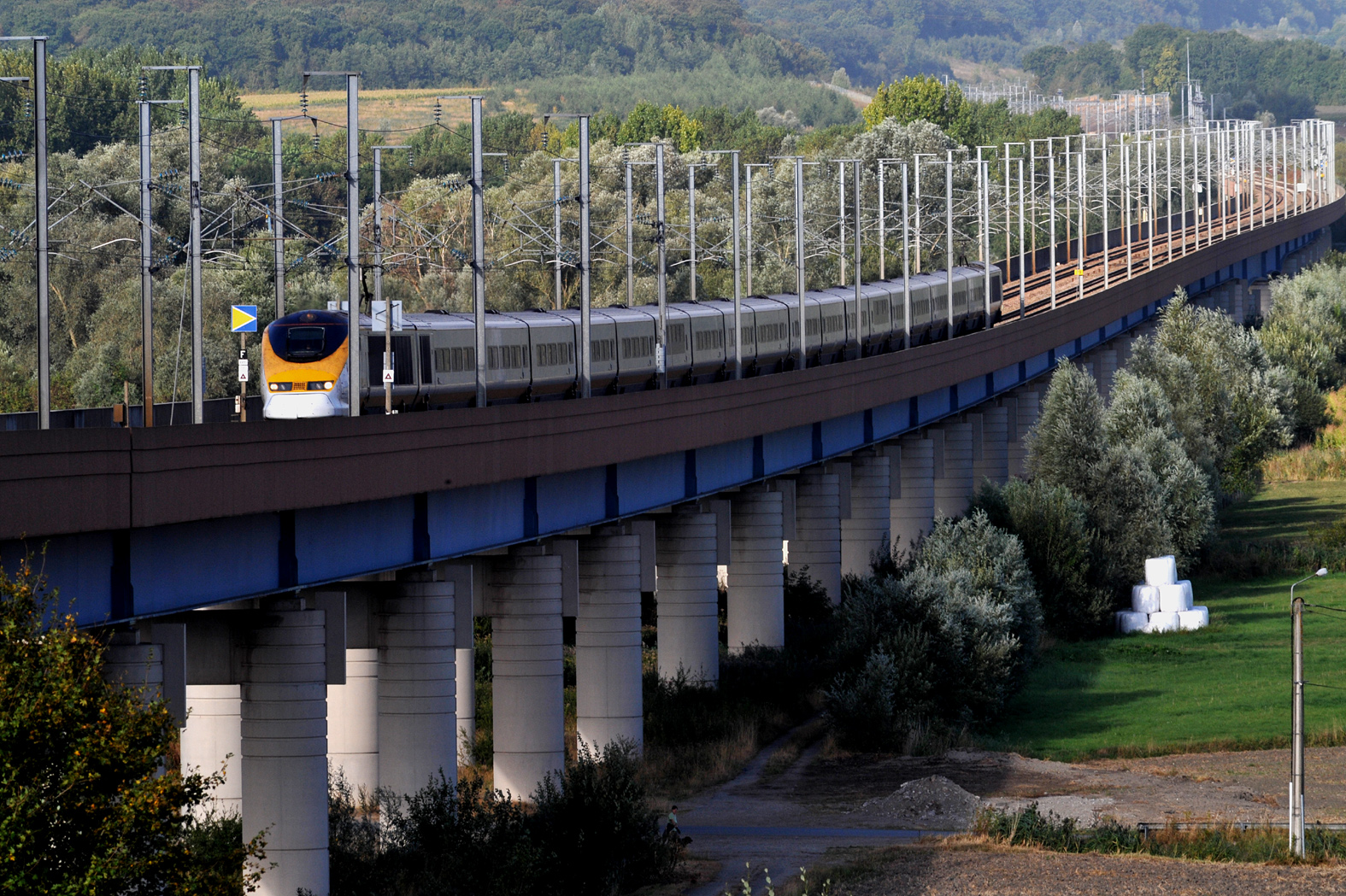
Eurostar op het viaduct van Haute-Colme.

- Eurostar Londen - Parijs. Binnenlandse reizigers kunnen met een TGV-vervoersbewijs meereizen van Parijs naar Calais-Fréthun (bij de Kanaaltunnel). Er worden geen binnenlandse reizigers toegelaten voor Parijs - Rijsel (Lille). Binnenlandse reizigers dienen wel de veiligheidscontroles te passeren en in het bezit te zijn van geldige reispapieren voor het Verenigd Koninkrijk.
- Eurostar Londen - Brussel. De meeste treinen stoppen in Rijsel (Lille) en vervoeren reizigers tussen Brussel en Rijsel. Er is een geïntegreerd hogesnelheidstrein-tariefstructuur voor het traject Brussel - Rijsel, waarbij het niet uitmaakt of men een Eurostar of een TGV neemt. Nadeel van de Eurostar is de lange inchecktijd van 30 minuten.[bron?]
- Eurostar Londen - luchthaven Charles de Gaulle en Disneyland Parijs. Deze rijdt dagelijks. In de zomer rijden er Eurostars door naar Avignon en in de wintersportseizoenweekenden naar Bourg-Saint-Maurice.

### TGV

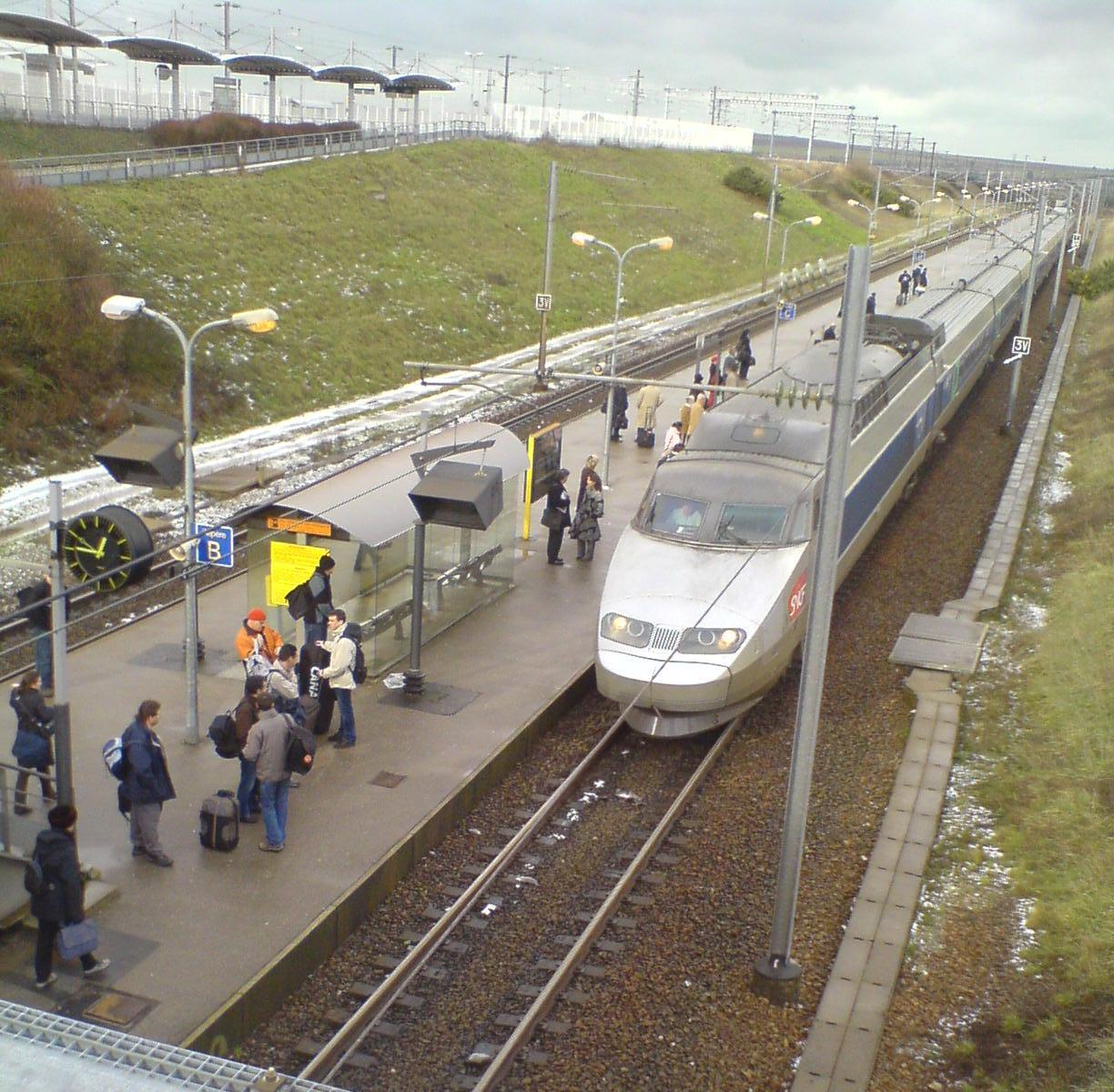
Een TGV op Calais-Fréthun.

- TGV 'interconnection'. Naast de TGV's uit Brussel, rijdt een groot aantal TGV's vanaf Lille Europe verder dan Parijs. Bijvoorbeeld naar Bordeaux, Mulhouse, Marseille, Nantes en Rennes. Lille Europe is hiermee een belangrijk overstapstation voor reizigers uit Londen en Brussel. Sommige TGV's rijden over de klassieke lijn via Douai om Arras te bedienen en bij Arras de LGV op te rijden. In het verleden maakten enkele TGV's naar Brussel gebruik van de route via Douai, wat flink tijdverlies betekende.[1]
- TGV Nord: Rijsel - Parijs. Is in principe een uurdienst die meestal met Eurostartreinstellen wordt uitgevoerd. Deze treinen stoppen op Lille-Flandres, en niet op Lille Europe.
- Parijs Calais, Boulogne, Duinkerke via Rijsel (Lille). Vanuit Parijs gaan slechts enkele treinen naar Calais-Ville, Duinkerke en naar Boulogne. Vanuit de LGV is er een aansluiting op de lijn Hazebroek - Duinkerke. De treindienst Parijs - Calais wordt aangevuld met Eurostarstops in Calais Frethun, waar TER-aansluitingen zijn naar Calais-Ville en Boulogne.

| Serie         | Treinsoort          | Route | Bijzonderheden                                                                             |
| ------------- | ------------------- | --- | ------------------------------------------------------------------------------------------ |
| Eurostar 9000 | Eurostar (Eurostar) | [ Paris-Nord – ] / [ Marne-la-Vallée - Chessy – ] / [ Bourg-Saint-Maurice – ] London St Pancras | Vanaf Bourg-Saint-Maurice van december tot april.                                          |
| Eurostar 9100 | Eurostar (Eurostar) | Amsterdam Centraal – Rotterdam Centraal – Brussel-Zuid – Lille-Europe – London St Pancras International |                                                                                            |
| TGV 5000      | TGV (SNCF)          | [ Marseille-Saint-Charles – Avignon TGV – ] / [ Montpellier-Saint-Roch – ] Lyon-Part-Dieu – Aéroport Charles-de-Gaulle 2 TGV – Lille-Europe |                                                                                            |
| TGV 5200      | TGV (SNCF)          | [ [ Nantes – ] / [ Rennes – ] Le Mans – ] / [ Bordeaux-Saint-Jean – Saint-Pierre-des-Corps – ] Massy TGV – Aéroport Charles-de-Gaulle 2 TGV – [ Lille-Europe ] / [ Lille-Flandres ] |                                                                                            |
| TGV 7000      | TGV (SNCF)          | Paris-Nord – [ Arras – ] Lille-Flandres | Een trein per dag via Arras.                                                               |
| TGV 7200      | TGV (SNCF)          | Paris Nord – Arras – [ Lille-Flandres – Tourcoing ] / [ Lille-Europe – Dunkerque ] |                                                                                            |
| TGV 7500      | TGV (SNCF)          | Paris Nord – Lille-Europe – Calais-Fréthun – Boulogne-Ville – Rang-du-Fliers - Verton | 2 treinen per dag tot Rang-du-Fliers - Verton                                              |
| Ouigo 7660    | TGV (SNCF)          | Tourcoing – Aéroport Charles-de-Gaulle 2 TGV – Marne-la-Vallée - Chessy – Massy TGV – Saint-Pierre-des-Corps – Poitiers – Angoulême – Bordeaux-Saint-Jean |                                                                                            |
| Ouigo 7815    | TGV (SNCF)          | Lille-Flandres – Aéroport Charles-de-Gaulle 2 TGV – Marne-la-Vallée - Chessy – Lyon-Perrache |                                                                                            |
| Ouigo 7830    | TGV (SNCF)          | [ Lille-Flandres – TGV Haute-Picardie – ] / [ Tourcoing – ] Aéroport Charles-de-Gaulle 2 TGV – Marne-la-Vallée - Chessy – [ Lyon-Part-Dieu – ] / [ Lyon-Saint-Exupéry TGV – Valence-Rhône-Alpes-Sud TGV – ] Avignon TGV – Aix-en-Provence TGV – Marseille-Saint-Charles |                                                                                            |
| Ouigo 7860    | TGV (SNCF)          | [ Lille-Flandres – ] / [ Tourcoing – TGV Haute-Picardie – ] Aéroport Charles-de-Gaulle 2 TGV – Marne-la-Vallée - Chessy – [ Lyon-Part-Dieu – Valence-Rhône-Alpes-Sud TGV – ] / [ Lyon-Saint-Exupéry TGV – ] Nîmes-Pont-du-Gard – Montpellier-Sud-de-France |                                                                                            |
| TGV 9800      | TGV (SNCF)          | [ Luxemburg – Thionville – Metz-Ville – Strasbourg-Ville – Mulhouse-Ville – Belfort-Montbéliard TGV – Besançon Franche-Comté TGV – Dijon-Ville – Mâcon-Ville – ] / [ Brussel-Zuid – Lille-Europe – Arras – TGV Haute-Picardie – Aéroport Charles-de-Gaulle 2 TGV – [ Champagne-Ardenne TGV – Meuse TGV – Lorraine TGV – Strasbourg-Ville ] / [ Marne-la-Vallée - Chessy – [ Massy TGV – Le Mans – [ Laval – Rennes ] / [ Angers-Saint-Laud – Nantes ] ] / [ Creusot TGV – ] Lyon-Part-Dieu – [ Avignon TGV – Marseille Saint-Charles ] / [ Montpellier-Saint-Roch – Perpignan ] ] | Dagelijkse verbinding met Montpellier en Marseille. Perpignan - Brussel tweemaal per week. |
| K 90+         | TER GV (SNCF)       | Dunkerque – Lille Europe – Arras – Amiens |                                                                                            |
| K 92+         | TER GV (SNCF)       | Calais-Fréthun – Lille Europe – Arras |                                                                                            |
| K 94+         | TER GV (SNCF)       | Rang-du-Fliers - Verton – Étaples-Le Touquet – Boulogne-Ville – Calais-Fréthun – Lille Europe – Arras |                                                                                            |

## Aansluitingen
In de volgende plaatsen is een aansluiting op de volgende spoorlijnen:
aansluiting Fretin
RFN 226 000, spoorlijn tussen de aansluiting Gonesse en Lille grens
aansluiting Sainghin
RFN 216 302, raccordement van Fretin
Fives
RFN 272 000, spoorlijn tussen Parijs en Lille
Lambersart
RFN 295 000, spoorlijn tussen Lille en Les Fontinettes
Cassel
RFN 216 308, raccordement van Cassel
Calais-Fréthun
RFN 216 310, raccordement van Fréthun sud
RFN 216 312, raccordement van Fréthun nord
RFN 314 000, spoorlijn tussen Boulogne-Ville en Calais-Maritime
Calais-Fréthun grens
High Speed 1, spoorlijn tussen St Pancras en Folkestone